# Свічинське сільське поселення
Сві́чинське сільське поселення (рос. Свечинское сельское поселение) — адміністративна одиниця у складі Свічинського району Кіровської області Росії. Адміністративний центр поселення — село Юма.

## Історія
Станом на 2002 рік на території сучасного поселення існували такі адміністративні одиниці:
- Ацвезький сільський округ (село Ацвеж, присілки Несвітаєви, Ондріки)
- Благовіщенський сільський округ (село Благовіщенське, присілки Великі Ковалі, Масленки, Сандаки, Четверіковщина)
- Круглизький сільський округ (село Круглижі, селище Сосновка, присілки Мамаєви, Мули, Первомайська, Юферята)
- Октябрський сільський округ (село Октябрське, присілки Журавлі, Плотники)
- Ризький сільський округ (присілки Власовці, Мерзляково, Рига)
- Старицький сільський округ (село Стариця)
- Успенський сільський округ (село Успенське, присілок Кузіно)
- Шмельовський сільський округ (селища 839 км, Капіданці, присілки Воспіченки, Казань, Козли-Конічі, Луконенки, Саменки, Шапки, Шмельово)
- Юмський сільський округ (села Федосієвське, Юма, селища Холми, Юма, присілки Ашлани, Баруткіни, Буркови, Галаші, Єрші, Жигагай, Загребіни, Івки, Пашуниці, Росляки, Савіненки, Ступніки, Філюшонки, Хом'яки, Юденки)

Згідно із законом Кіровської області від 7 грудня 2004 року № 284-ЗО у рамках муніципальної реформи були утворені Благовіщенське (Благовіщенський, Старицький та Успенський сільські округи), Круглизьке (Круглизький сільський округ), Октябрське (Октябрський та Ризький сільські округи), Шмельовське (Ацвезький та Шмельовський сільські округи) та Юмське (Юмський сільський округ) сільські поселення. 2010 року усі поселення були об'єднані в одне.

## Населення
Населення поселення становить 1737 осіб (2017; 1810 у 2016, 1865 у 2015, 1934 у 2014, 2011 у 2013, 2098 у 2012, 2222 у 2010, 3368 у 2002).

## Склад
До складу поселення входять 49 населених пунктів:
| Населений пункт          | Населення, осіб (2002) | Населення, осіб (2010) |
| ------------------------ | ---------------------- | ---------------------- |
| 839 км, селище           | 3                      | 2                      |
| Ацвеж, село              | 280                    | 145                    |
| Ашлани, присілок         | 39                     | 14                     |
| Баруткіни, присілок      | 13                     | 10                     |
| Благовіщенське, село     | 177                    | 108                    |
| Буркови, присілок        | 22                     | 4                      |
| Великі Ковалі, присілок  | 0                      | 0                      |
| Власовці, присілок       | 0                      | -                      |
| Воспіченки, присілок     | 0                      | 0                      |
| Галаші, присілок         | 4                      | 1                      |
| Єрші, присілок           | 40                     | 34                     |
| Жигагай, присілок        | 0                      | 0                      |
| Журавлі, присілок        | 13                     | 9                      |
| Загребіни, присілок      | 14                     | 6                      |
| Івки, присілок           | 5                      | 0                      |
| Казань, присілок         | 0                      | 0                      |
| Капіданці, селище        | 11                     | 10                     |
| Козли-Коничі, присілок   | 2                      | 0                      |
| Круглижі, село           | 627                    | 464                    |
| Кузино, присілок         | 0                      | 0                      |
| Луконенки, присілок      | 6                      | 0                      |
| Мамаєви, присілок        | 2                      | 0                      |
| Масльонки, присілок      | 76                     | 30                     |
| Мерзляково, присілок     | 0                      | -                      |
| Мули, присілок           | 26                     | 16                     |
| Несвітаєви, присілок     | 0                      | 0                      |
| Октябрське, село         | 266                    | 176                    |
| Ондріки, присілок        | 4                      | 1                      |
| Пашуниці, присілок       | 0                      | 0                      |
| Первомайська, присілок   | 8                      | 3                      |
| Плотники, присілок       | 38                     | 15                     |
| Рига, присілок           | 245                    | 144                    |
| Росляки, присілок        | 0                      | 0                      |
| Савиненки, присілок      | 4                      | 0                      |
| Саменки, присілок        | 1                      | 0                      |
| Сандаки, присілок        | 15                     | 9                      |
| Сосновка, селище         | 4                      | 3                      |
| Стариця, село            | 166                    | 44                     |
| Ступники, присілок       | 2                      | 0                      |
| Успенське, село          | 148                    | 52                     |
| Федосієвське, село       | 0                      | 0                      |
| Філюшонки, присілок      | 6                      | 3                      |
| Холми, селище            | 54                     | 26                     |
| Хом'яки, присілок        | 0                      | 0                      |
| Четвериковщина, присілок | 1                      | 0                      |
| Шапки, присілок          | 9                      | 6                      |
| Шмельово, присілок       | 407                    | 309                    |
| Юденки, присілок         | 0                      | 0                      |
| Юма, село                | 601                    | 564                    |
| Юма, селище              | 29                     | 11                     |
| Юферята, присілок        | 0                      | 3                      |